# William Etty
William Etty, né le 10 mars 1787 à York et mort le 13 novembre 1849 dans la même ville, est un artiste anglais célèbre pour ses peintures historiques mettant en avant des figures nues. Il est reconnu comme le premier peintre britannique important à aborder les thèmes des nus et des natures mortes. Originaire de York, Etty quitte l'école à 12 ans pour devenir apprenti imprimeur à Hull. Après sept ans d'apprentissage, il s'installe à Londres et rejoint en 1807 les écoles de la Royal Academy of Arts. Sous la direction de Thomas Lawrence, il perfectionne son art en copiant les œuvres d'autres artistes.
Etty se fait rapidement un nom à la Royal Academy of Arts grâce à sa capacité à représenter des tons de chair réalistes, bien qu'il ne connaisse pas un grand succès commercial au début de sa carrière. En 1821, sa peinture L'Arrivée de Cléopâtre en Cilicie, qui présente de nombreux nus, est exposée et reçoit un accueil enthousiaste. Ce succès l'encourage à créer d'autres œuvres historiques avec des figures nues. Dans les années 1820, presque toutes ses œuvres exposées à la Royal Academy contiennent au moins un nu, ce qui lui vaut une réputation controversée d'indécence. Malgré cela, il connaît un succès commercial et est acclamé par la critique, étant élu membre de la Royal Academy en 1828, un honneur prestigieux pour un artiste.
Bien qu'il soit respecté dans le milieu artistique, Etty continue à suivre des cours de modèle vivant tout au long de sa carrière, une pratique jugée inappropriée par ses pairs. Dans les années 1830, il se tourne vers le portrait, un domaine plus lucratif mais moins respecté, et devient également le premier peintre anglais à réaliser des natures mortes significatives. En poursuivant sa passion pour les nus masculins et féminins, il suscite des critiques sévères et des condamnations de la part de certains médias.

## Biographie

### Formation
William Etty naît en 1787 à York dans la famille d'un ancien meunier devenu boulanger à Londres dont le pain d'épices renommé lui vaut la prospérité.
Il commence l'apprentissage du dessin à l'âge de onze ans et complète ses études à dix-huit ans à Londres. Un de ses oncles qui était peintre lui apprend la peinture des nus académiques et la copie des maîtres anciens, afin de perfectionner son style. Un tableau du jeune homme, intitulé Cupidon et Psyché, est remarqué par le peintre John Opie qui le propose ensuite pour la Royal Academy of Arts. Il y entre en 1807, devenant entre autres l'élève de John Flaxman et de John Opie lui-même. Mais c'est surtout avec Thomas Lawrence, auprès duquel il travaille pendant un an, qu'il se lie et profite de son influence. Lawrence compte parmi ses élèves de futures célébrités, comme Wilkie, Constable, Haydon ou encore William Collins (en).

### Débuts de carrière
Etty développe rapidement un style qui lui est propre et qui remporte très tôt un certain succès. En 1811, son tableau Télémaque sauve Antiope est exposé à la galerie de l'Académie, mais il est peu remarqué. Etty affine donc son style pictural et à partir de 1816, il se fait un nom sur la scène artistique. Il effectue un voyage d'étude en Italie de trois mois en 1816, mais il ne va pas plus loin que Florence.
Son tableau Les Chercheurs de corail (1820) qui est exposé à la Royal Academy est remarqué par la critique et l'année suivante L'Arrivée de Cléopâtre en Cilicie suscite les louanges. Entre 1822 et 1824, Etty visite le continent, s'arrêtant entre autres à Paris, Florence, Rome et Venise. Il en profite pour copier des chefs-d'œuvre du Louvre et d'autres musées, comme certains du Titien, de Michelange, de Raphaël, de Rubens. Il rapporte aussi de ce voyage de très nombreuses études, notamment des nus de femmes, dont il deviendra ensuite spécialiste et qui lui serviront pour ses grands tableaux historiques, genre alors le plus respecté. Il est fidèle toute sa vie à ce style italien, notamment à celui de l'École vénitienne.

### Années de succès
Etty est fait en 1824 membre extraordinaire de la Royal Academy, grâce à sa grande composition Pandore couronnée par les Saisons, qui est achetée par son ancien professeur, Lawrence. Peu après, Etty présente à l'Académie cent trente tableaux. Quelque temps plus tard, il peint une de ses œuvres les plus connues, Le Combat : une femme implorant pour le vaincu. En 1828, il devient membre ordinaire de l'Académie et dès lors rencontre un succès ininterrompu.
Il repart en voyage en 1830, directement à Paris qui est touché par la révolution de juillet pendant son séjour. Il prend donc aussitôt le chemin du retour pour Londres. Il ouvre une Living Model Academy à Soho en 1830, spécialisée dans le nu académique. Pendant la décennie suivante, il enseigne à la Royal Academy et consolide sa renommée. Il voyage en 1840 aux Pays-Bas afin d'étudier les chefs-d'œuvre de Rubens. En 1843, il retourne en France afin notamment de travailler à sa Jeanne d'Arc (et à une série de tableaux préparatoires sur ce thème). Ce tableau vendu pour la somme fort conséquente de 2 500 livres est le plus cher qu'il ait jamais vendu.
En 1848, William Etty quitte Londres pour retourner dans sa ville natale, où il passe le restant de ses jours. Il a toutefois l'occasion de présenter une grande partie de ses œuvres à une exposition personnelle de l'été 1849 qui se tient à la Royal Society of Arts. Peu de temps après, il meurt le 13 novembre 1849 à York.
Ses tableaux sont aujourd'hui exposés dans de grands musées britanniques.

## Œuvres
- 1821 : L'Arrivée de Cléopâtre en Cilicie, National Museums, Liverpool
- 1825 : Le Combat : une femme implorant pour le vaincu, Galerie nationale d'Écosse, Édimbourg
- 1828 : L'Aube de l'amour (le titre anglais premier de cette peinture se traduisant par Vénus se réveille et éveille l'Amour)
- 1828 : Le Monde avant le Déluge, Southampton City Art Gallery.
- 1829 : Benaiah, huile sur toile, 64 × 80 cm, York Art Gallery[2]
- 1830 : Candaule, roi de Lydie, montre furtivement sa femme à Gygès, un de ses ministres, alors qu'elle se couche
- 1835 : La Préparation pour le bal, York Art Gallery
- 1836 : Venus and Her Doves, Manchester Art Gallery
- 1837 : The Sirens and Ulysses, Manchester Art Gallery[3]
- 1841-1845 : Portrait de Mlle Rachel, huile sur carton, Huile sur carton, 61 × 46 cm, York Art Gallery[4]
- 1842-1846 : Jeanne d'Arc trouve l'épée dans la chapelle de Sainte-Catherine-de-Fierbois, huile sur toile, musée des Beaux-Arts d'Orléans
- 1843 et 1846 : Musidora (Tate Britain et Manchester Art Gallery)
- 1846-1847: Joan of Arc Makes a Sortie from the Gates of Orleans and Scatters the Enemies of France (Jeanne d'Arc sort des portes d'Orléans et repousse les ennemis de la France), huile sur toile, 305 x 460 cm,  musée des Beaux-Arts d'Orléans[5]
- Nudes, Joan of Arc series, Auckland Art Gallery
- Jeune femme nue couchée, Galerie Didier Aaron & Cie[6]
- Homme nu assis de dos[7], coll. part.

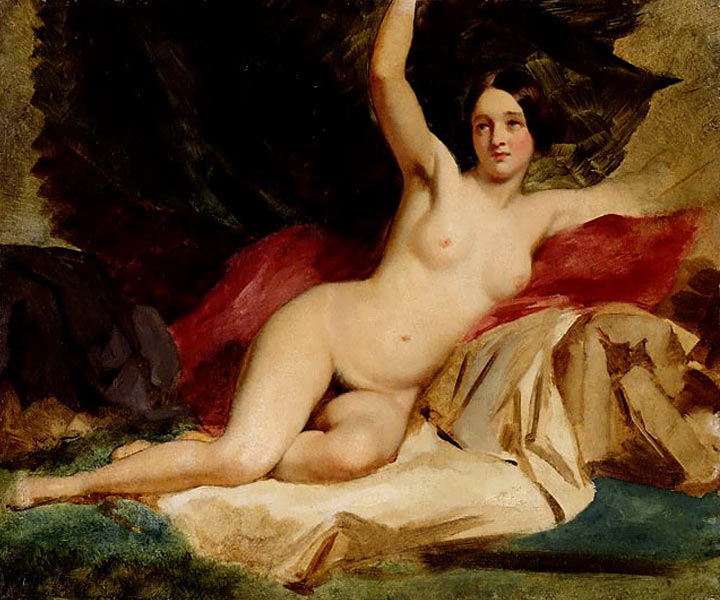
Nu féminin, 1820 J. Paul Getty Museum, Los Angeles.
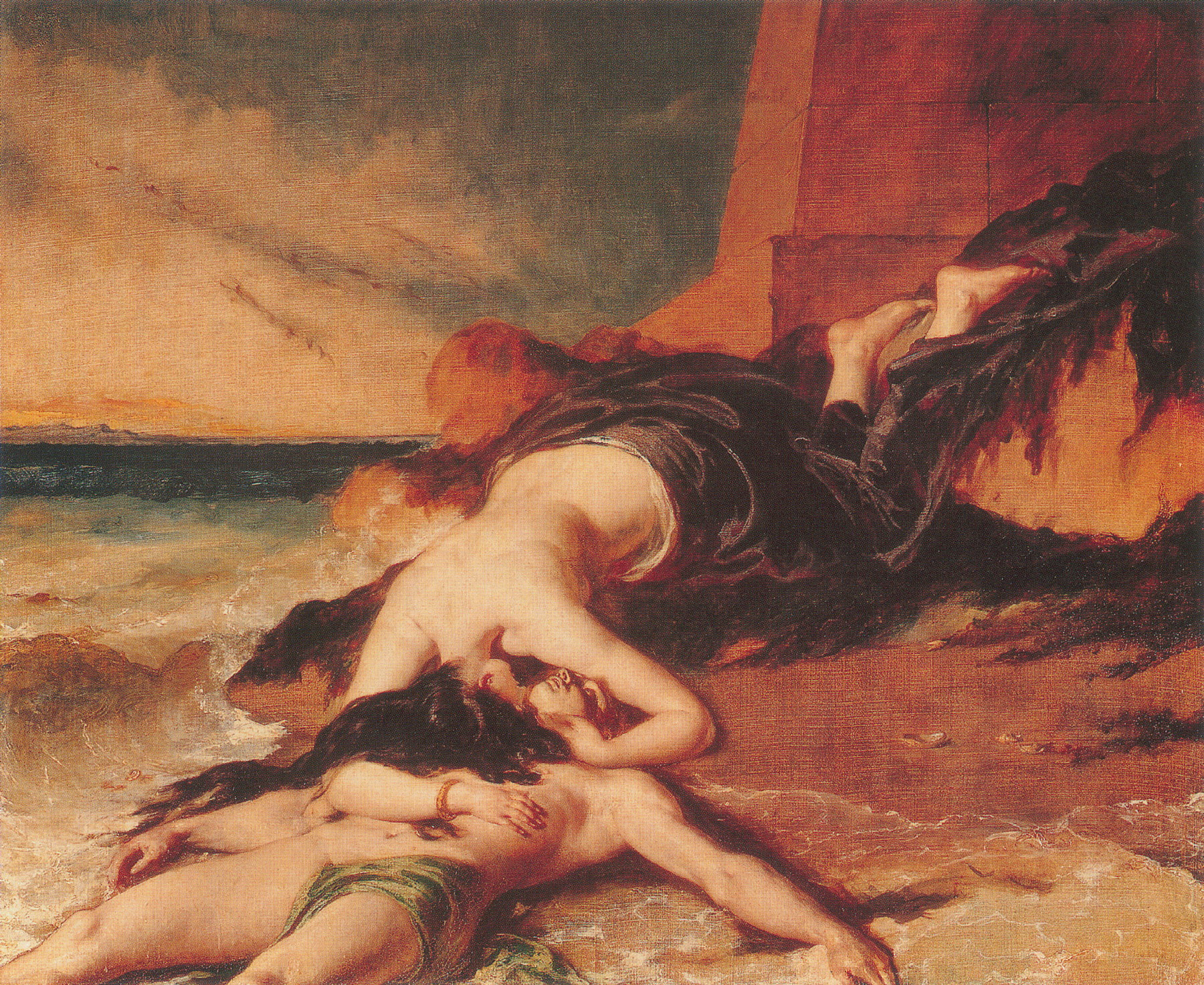
Héro et Léandre, 1828.
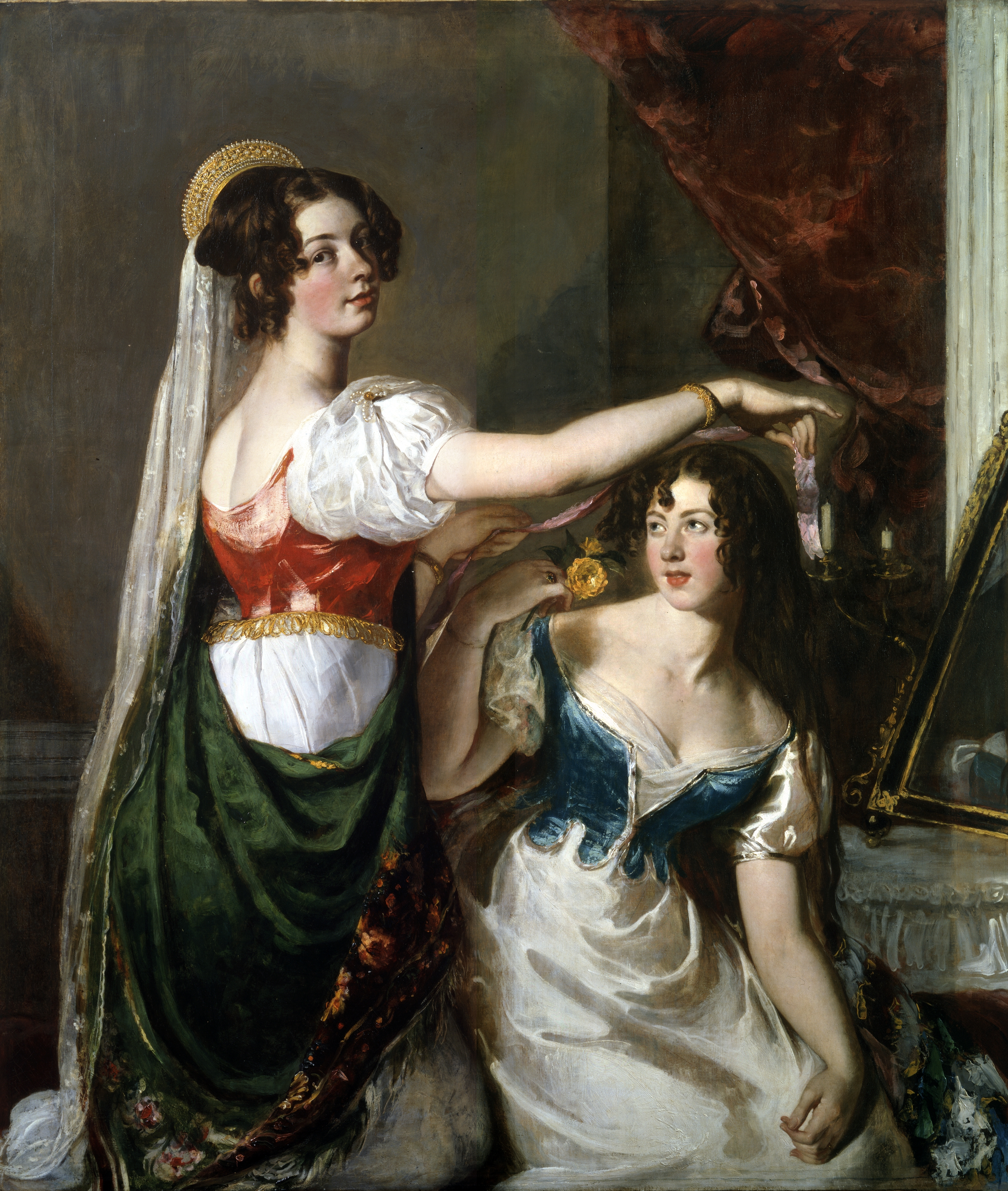
La Préparation pour le bal, vers 1833/1835 York Art Gallery.
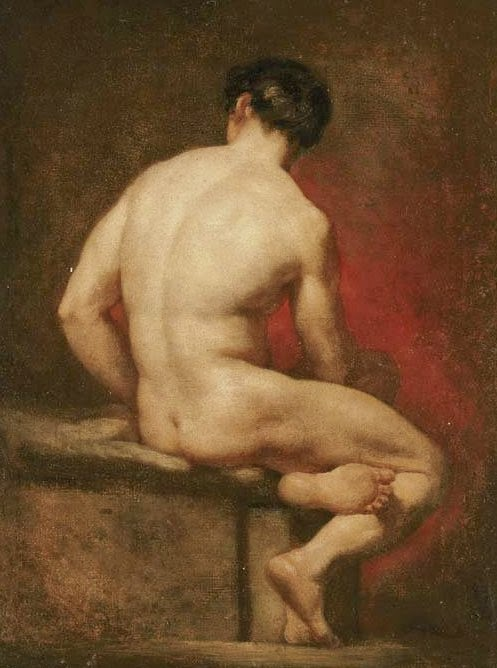
Homme nu assis de dos, coll. part.
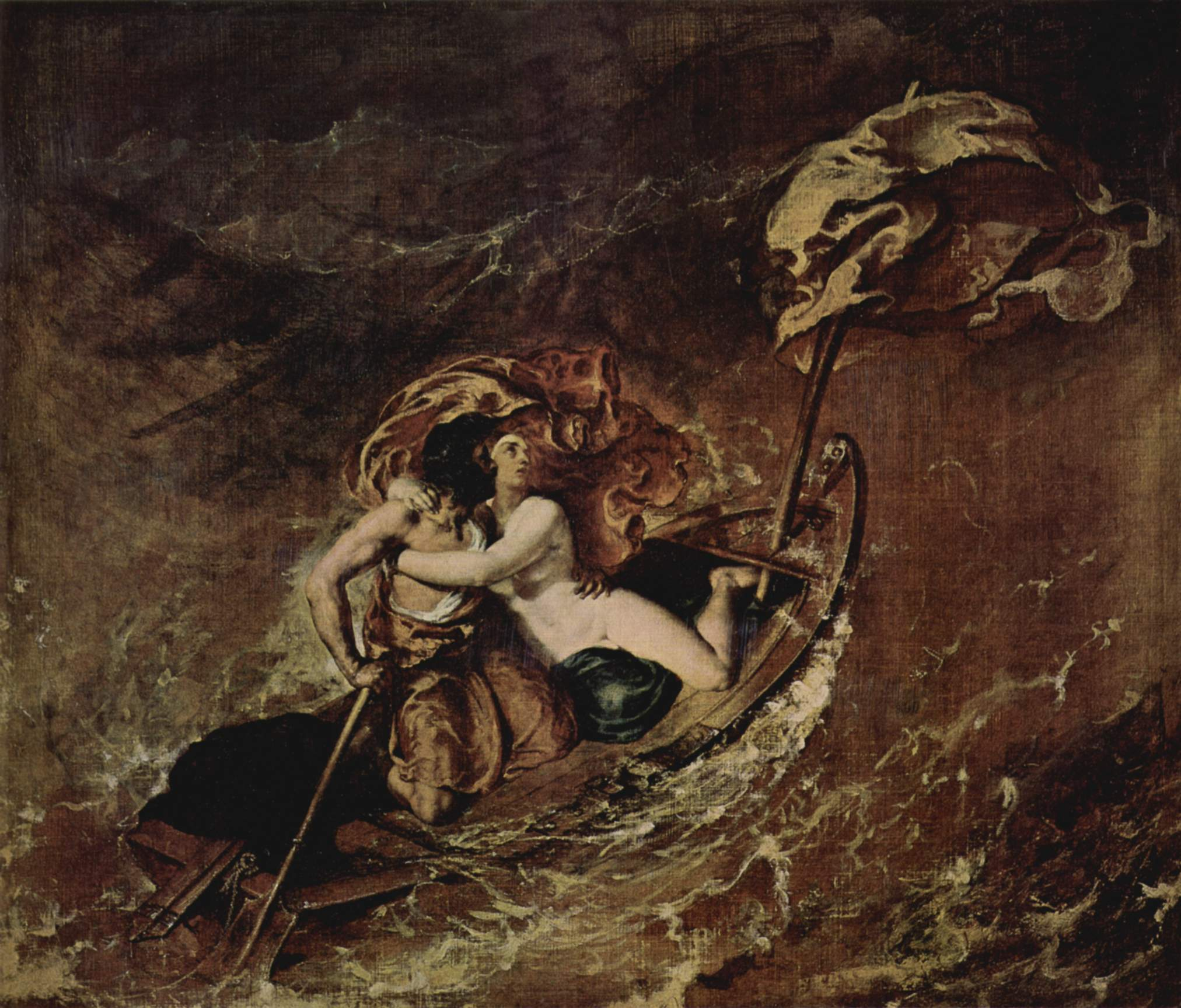
La Tempête, 1830.
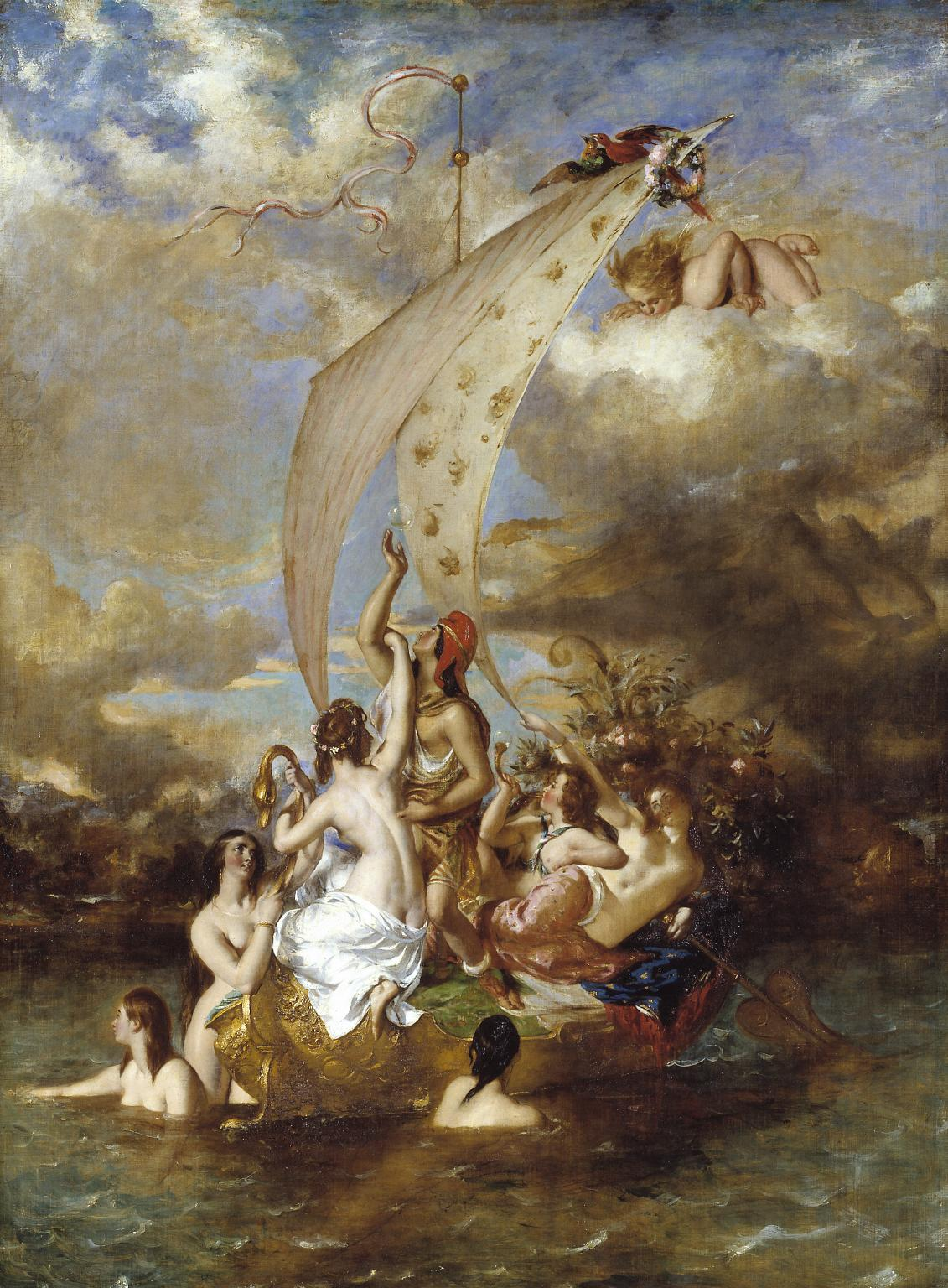
Youth on the Prow, and Pleasure at the Helm, 1832.
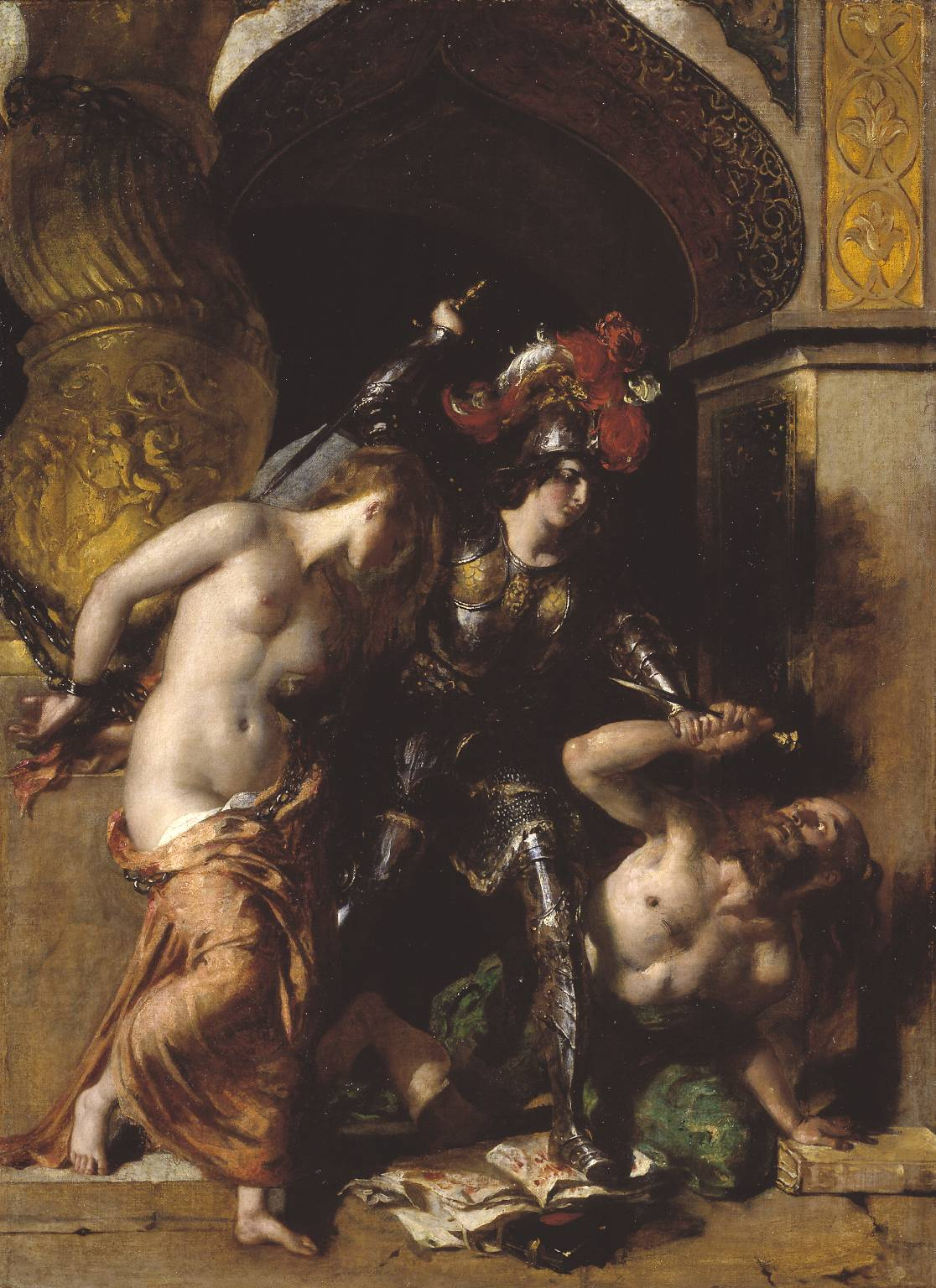
Britomart Redeems Faire Amoret, 1833.
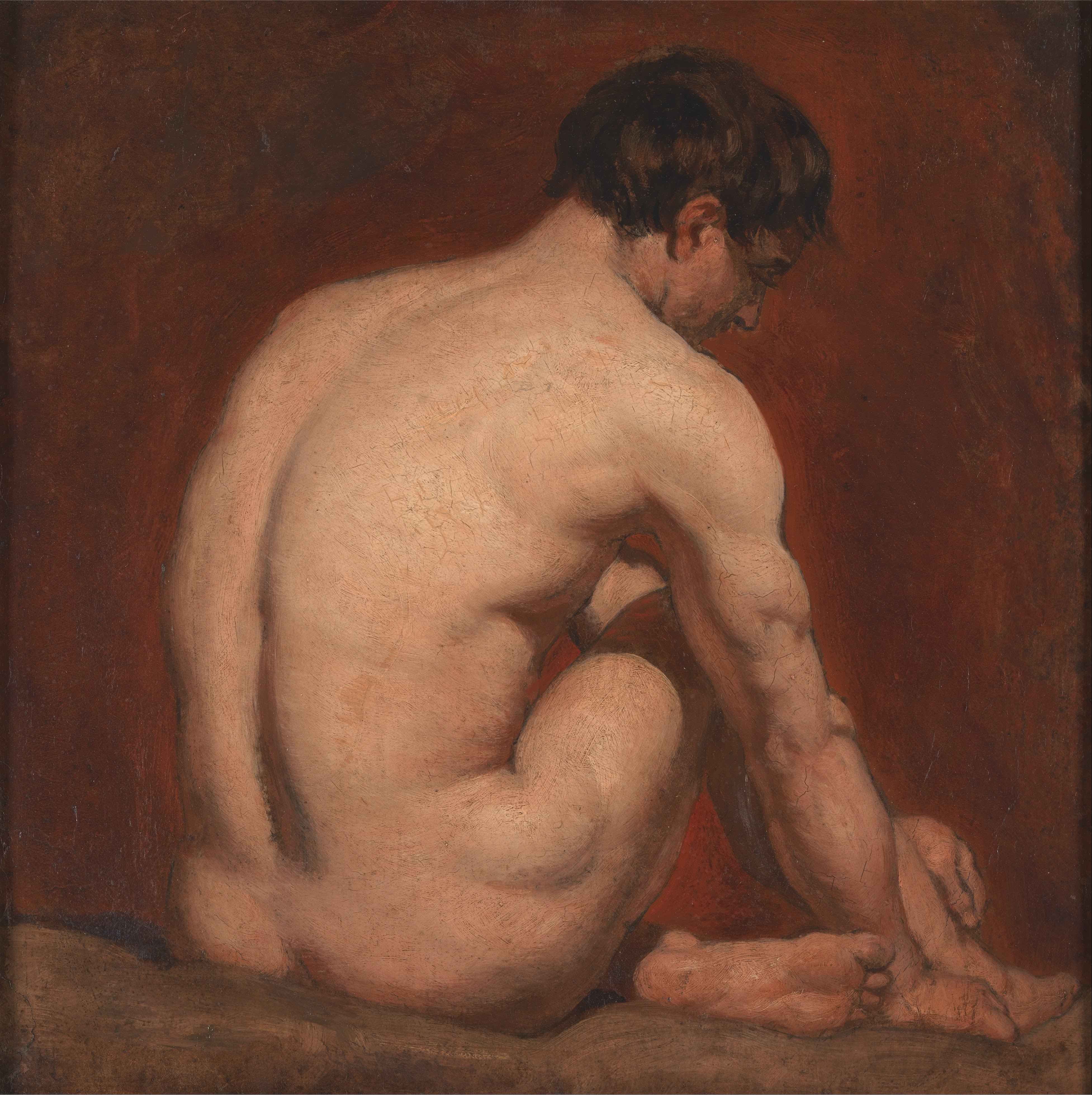
Homme, de dos, vers 1840.
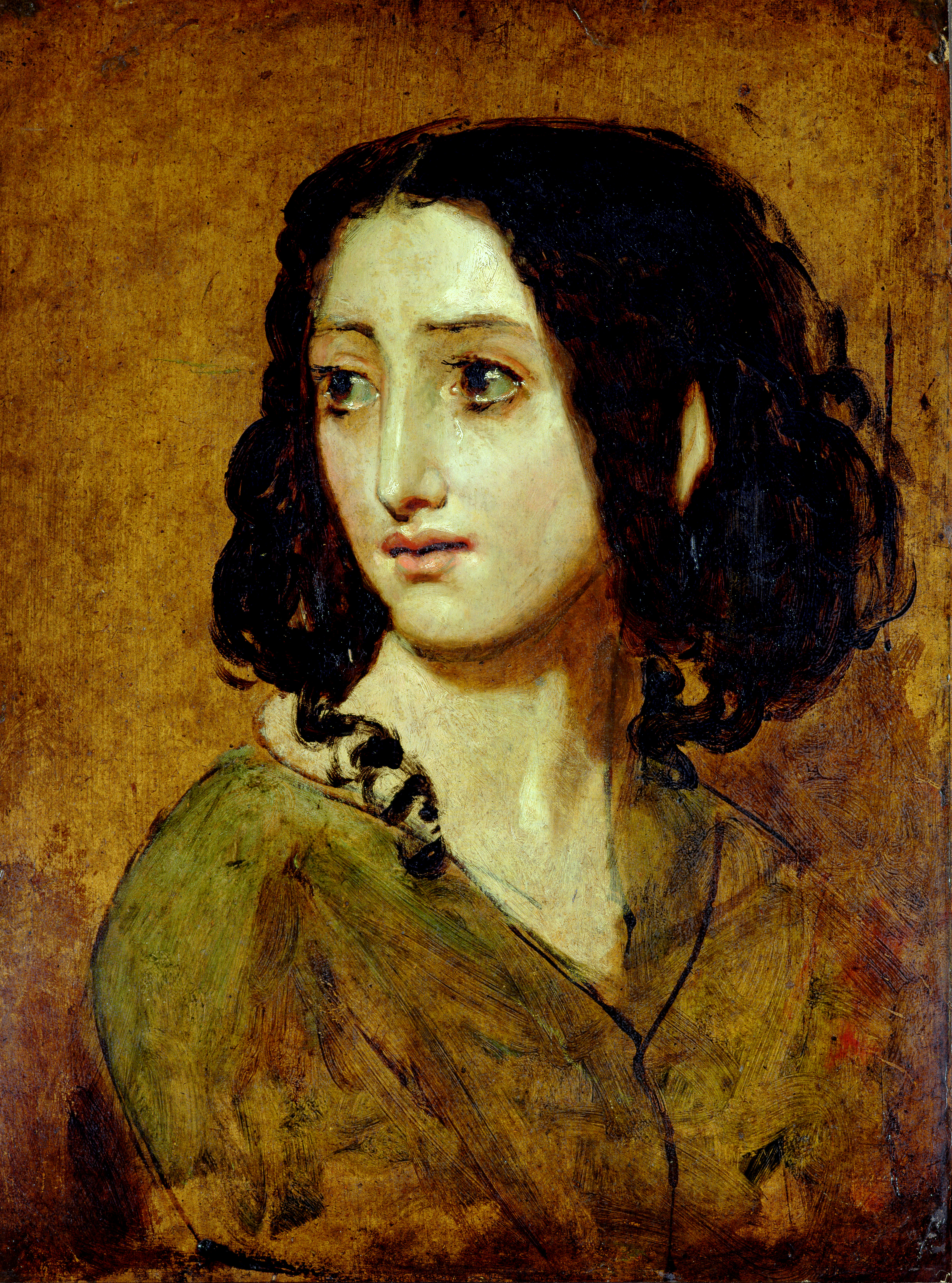
Mlle Rachel, 1841-1845 York Art Gallery.
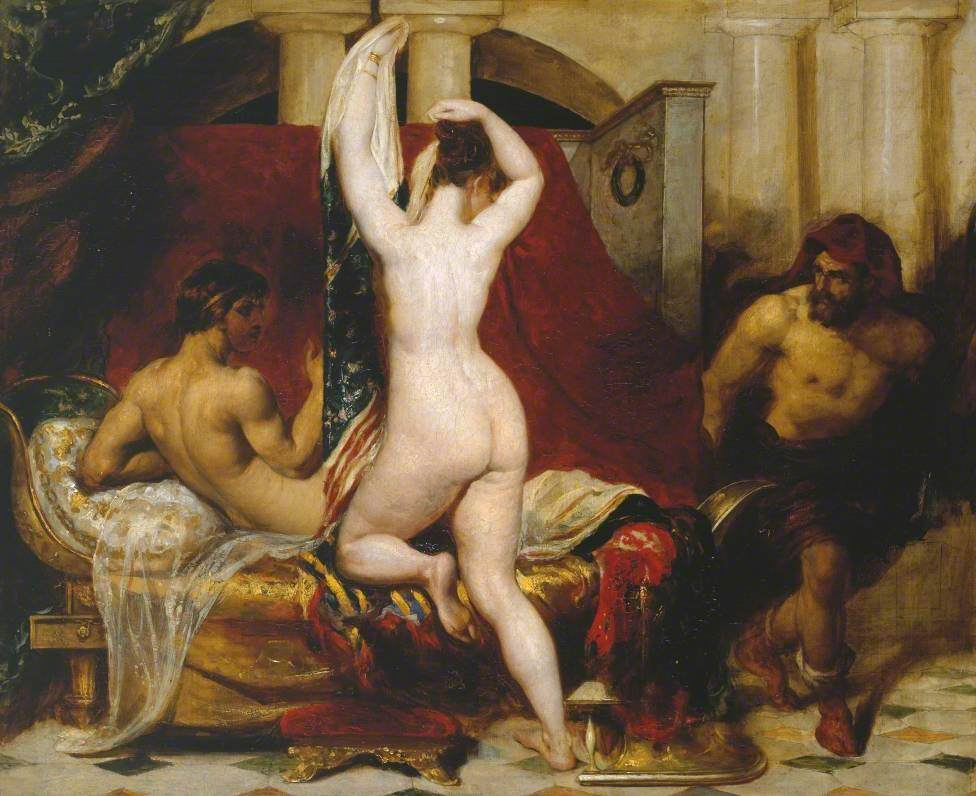
Candaule, roi de Lydie, montre furtivement sa femme à Gygès, un de ses ministres, alors qu'elle se couche, 1830.